# Alanje
Alanje est un corregimiento situé dans le district d'Alanje, province de Chiriquí, au Panama. En 2010, il comptait une population de 2 406 habitants.